# سروح
سروح یک دهکده اعراب فلسطینی است که در ۲۸٫۵ کیلومتر (۱۷٫۷ مایل) شمال شرقی عکا واقع شده‌است. در جنگ اعراب و اسرائیل در سال ۱۹۴۸ این شهر از سکنه تخلیه شد.

## تاریخ
سروح حاوی دو خرابه با انواع آثار باستانی از جمله آب‌انبار و مقبره‌های سنگی بوده‌است.

### دوران عثمانی
ویکتور گوئرین، یکی از بازدیدکنندگان روستا در سال ۱۸۷۵، آن را به عنوان خرابه ای توصیف می‌کند که او آن را خربت سروح نامیده‌است. گورین خاطرنشان کرد؛ «این خرابه‌ها قله تپه را پوشانده‌است. در بالاترین نقطه، بقایای یک برج مربعی بسیار باستانی را مشاهده کردیم که در هر طرف چهارده پا طول داشت، رشته‌های پایینی شامل بلوک‌های بسیار بزرگ، تقریباً مربعی و بدون سیمان بودند. فضای داخلی مملو از بلوک‌های مشابه است که در سردرگمی روی هم انباشته شده‌اند و در میان آن‌ها گیاهان کوهی و انارها ریشه دوانده‌اند. نزدیک این برج چند خانه قدیمی به عنوان پناهگاه چهار خانواده شیعه بوده‌است. روی لنگه در یکی از این خانه‌ها هنوز صلیب مربعی که به صورت دایره ای حک شده‌است دیده می‌شود. تراس‌های یک خانه دیگر در داخل توسط سردرهای طاقدار با سنگ‌تراش خوب از تاریخ رومی یا حداقل بیزانسی محکم شده‌است. همچنین بقایای خانه‌های متعددی که ویران شده‌اند، ده‌ها آب انبار ویران‌شده در صخره، ستونی روی زمین و تکه‌ای از یک تابوت وجود دارد.»
در سال ۱۸۸۱، صندوق اکتشاف فلسطین در بررسی فلسطین غربی، سروح را به عنوان «یک روستای کوچک، شامل حدود نود مسلمان، واقع بر روی یک خط الراس، محصور در درختان زیتون و زمین‌های زراعی» توصیف کرد؛ سه آب انبار سنگی تراشیده شده در آن وجود دارد و ساکنان این شهر با کشاورزی و دامداری زندگی می‌کرده‌اند.

### دوران قیمومت بریتانیا
در آمار روستایی سال ۱۹۴۵ جمعیت تربیخا، نبی روبین و سروح مجموعاً ۱۰۰۰ مسلمان بود و روی‌هم‌رفته ۱۸۵۶۳ دونوم زمین داشته‌اند. ۶۱۹ دونوم مزارع و زمین قابل آبیاری بوده، ۳۲۰۴ دونم برای غلات استفاده می‌شده، در حالی که ۱۱۲ دونم زمین‌های ساخته‌شده (شهری) بوده‌است.

### ۱۹۴۸، و پس از آن
در طول جنگ اعراب و اسرائیل در سال ۱۹۴۸، به ساکنان سروح، روستای همجوار نبی روبین و روستای اصلی تربیخا، از سوی نیروهای اسرائیلی دستور اخراج داده شد. سروح دهکده‌ای عمدتاً سنی مذهب و دهکدهٔ نبی روبین و دهکده‌های اقماری تربیخا، روستاهایی عمدتاً شیعه‌نشین بودند. اکثر ساکنان سروح و ساکنان همسایه در نهایت به لبنان رفتند.
در سال ۱۹۹۲ سایت روستا توضیح داده شد: «فقط قلوه سنگ، درختان، کاکتوس‌ها، درختچه‌ها و علف‌های هرز قابل مشاهده است. از محل روستا بیشتر برای چرای دام استفاده می‌شود.»

## کتابشناسی - فهرست کتب
- Conder, C.R.; Kitchener, H.H. (1881). The Survey of Western Palestine: Memoirs of the Topography, Orography, Hydrography, and Archaeology. Vol. 1. London: Committee of the Palestine Exploration Fund.
- Department of Statistics (1945). Village Statistics, April, 1945. Government of Palestine.
- Guérin, V. (1880). Description Géographique Historique et Archéologique de la Palestine (به فرانسوی). Vol. 3: Galilee, pt. 2. Paris: L'Imprimerie Nationale.
- Hadawi, S. (1970). Village Statistics of 1945: A Classification of Land and Area ownership in Palestine. Palestine Liberation Organization Research Center.
- Khalidi, W. (1992). All That Remains: The Palestinian Villages Occupied and Depopulated by Israel in 1948. Washington D.C.: Institute for Palestine Studies. ISBN 0-88728-224-5.
- Morris, B. (2004). The Birth of the Palestinian Refugee Problem Revisited. Cambridge University Press. ISBN 978-0-521-00967-6.
- Palmer, E.H. (1881). The Survey of Western Palestine: Arabic and English Name Lists Collected During the Survey by Lieutenants Conder and Kitchener, R. E. Transliterated and Explained by E.H. Palmer. Committee of the Palestine Exploration Fund.